# Ora (Izrael)
Ora (hebr. אורה) – moszaw położony w Samorządzie Regionu Matte Jehuda, w Dystrykcie Jerozolimy, w Izraelu.

## Położenie
Leży w górach Judei.

## Historia
Pierwotnie w tej okolicy znajdowała się arabska wioska Al-Dżura. Podczas I wojny izraelsko-arabskiej w pobliżu wioski powstała Droga Birmańska, którą Izraelczycy dostarczali zaopatrzenie do oblężonej Jerozolimy. Ze względów bezpieczeństwa, podczas operacji Danny w dniu 11 lipca 1948 wojska izraelskie zajęły wioskę Al-Dżura. Mieszkańcy zostali wysiedleni, a większość domów wyburzono.
Współczesny moszaw został założony w 1950 przez imigrantów z Jemenu.

## Gospodarka
Gospodarka moszawu opiera się na rolnictwie i turystyce.